# Jane by Design
Jane by Design ist eine US-amerikanische Dramedy-Fernsehserie mit Erica Dasher in der Hauptrolle, konzipiert von April Blair. Sie wurde von 2011 bis 2012 von ABC Family Worldwide für den US-Kabelsender ABC Family produziert. Die Serie handelt von der Highschool-Schülerin Jane Quimby, die sich durch ein Missverständnis im Job einer Assistentin einer erfolgreichen Designerin wiederfindet. In den USA startete die Serie am 3. Januar 2012 bei ABC Family. Die deutschsprachige Erstausstrahlung lief ab dem 31. März 2015 auf dem deutschen Disney Channel.

## Handlung
Jane Quimby ist eine ganz normale 16-jährige Highschool-Schülerin, die mit ihrem älteren Bruder Ben zusammenwohnt. Die beiden müssen sich alleine durchschlagen, da ihr Vater verstorben und ihre Mutter vor einigen Jahren verschwunden ist. Da Ben derzeit arbeitslos ist, geraten sie allmählich mit den Rechnungen für ihr Haus in den Rückstand. Da entdeckt Jane in der Zeitung eine Anzeige für ein Praktikum bei der Modefirma Donovan Decker. Ihr Vorstellungsgespräch führt sie mit der erfolgreichen Designerin Gray Chandler Murray per Videointerview. Diese meint aber, Jane werde für den Job als ihre Assistentin vorstellig und lässt ihr keine Zeit das Missverständnis aufzuklären. Als Jane von den 32 Tausend Dollar Jahresgehalt erfährt, welches Gray kurze Zeit später noch auf 34 Tausend erhöht, nimmt Jane den Job an.
So führt sie von da an ein geheimes Doppelleben: Morgens ist sie Schülerin und ab Mittags arbeitet sie bei Donovan Decker. Von diesem Doppelleben erzählt sie nur ihrem besten Freund Billy. Bei ihrem Job stellt sie jedoch schnell fest, dass die aggressive India Grays Abwesenheit ausnutzt und sie so versucht Gray mit allen Mitteln auszubooten, um ihren Job zu übernehmen.

## Produktion
Im August 2010 bestellte ABC Family die Teenager-Serie What Would Jane Do als Pilotfilm. Ende Oktober 2010 wurde die Hauptrolle an Erica Dasher vergeben. Des Weiteren wurde Andie MacDowell für eine weitere Hauptrolle verpflichtet. Die männliche Hauptrolle ging an den Newcomer Nick Roux. Am 14. April 2011 wurde die Serie unter dem neuen Namen Jane By Design mit zehn Folgen bestellt. Am 1. März 2012 bestellte ABC Family weitere 8 Episoden. Im August 2012 wurde die Einstellung nach der ersten Staffel bekanntgegeben.

## Besetzung
| Rollenname           | Schauspieler         | Hauptrolle (Folgen) | Nebenrolle (Folgen) | Synchronsprecher    |
| -------------------- | -------------------- | ------------------- | ------------------- | ------------------- |
| Jane Quimby          | Erica Dasher         | 1–18                |                     | Friedel Morgenstern |
| Billy Nutter         | Nick Roux            | 1–18                |                     | Patrick Roche       |
| Jeremy Jones         | Rowly Dennis         | 1–18                |                     | Leonhard Mahlich    |
| Ben Quimby           | David Clayton Rogers | 1–18                |                     | Tim Knauer          |
| India Jourdain       | India de Beaufort    | 1–18                |                     | Tanya Kahana        |
| Lulu Pope            | Meagan Tandy         | 1–10                | 11–15               | Magdalena Turba     |
| Nick Fadden          | Matthew Atkinson     | 1–18                |                     | Christoph Drobig    |
| Gray Chandler Murray | Andie MacDowell      | 1–18                |                     | Sabine Arnhold      |

| Rollenname             | Schauspieler     | Nebenrolle (Folgen) | Synchronsprecher  |
| ---------------------- | ---------------- | ------------------- | ----------------- |
| Rita Shaw              | Smith Cho        | 1–18                | Ursula Hugo       |
| Birdie                 | Brooke Lyons     | 1–18                | Giuliana Jakobeit |
| Carter                 | Ser’Darius Blain | 2–18                | Jaron Löwenberg   |
| Harper                 | Karynn Moore     | 2–18                | Maximiliane Häcke |
| Beau Bronn             | Oded Fehr        | 3–10                |                   |
| Vice Principal Jenkins | David Goldman    | 3–18                |                   |
| Mr. Hunter             | Todd Grinnell    | 4–9                 |                   |
| Tommy Nutter           | Rob Mayes        | 5–10                |                   |
| Eli Chandler           | Bryan Dechart    | 11–18               | Florian Hoffmann  |
| Kate Quimby            | Teri Hatcher     | 13–16               | Bettina Weiß      |

## Ausstrahlung
Nachdem die Serie bereits im April 2011 bestellt wurde, begann die Ausstrahlung der ersten zehn Episoden schließlich am 3. Januar 2012 beim Kabelsender ABC Family nach einer neuen Folge von Switched at Birth. Die Pilotfolge erreichte knapp über 1,6 Millionen Zuschauer und ein Rating von 0,6 in der werberelevanten Zielgruppe. Sie übernahm damit etwa 60 Prozent der Einschaltquoten ihres Lead-Ins. Am 6. März 2012 war die Ausstrahlung der vorerst letzten Episode zu sehen, bevor ab dem 5. Juni 2012 die restlichen acht produzierten Episoden der ersten Staffel gezeigt wurden. Das Serienfinale lief am 31. Juli 2012.
In Deutschland strahlte der Disney Channel die Serie vom 31. März 2015 bis zum 26. Mai in Doppelfolgen aus.

## Episodenliste
| Nr. | Deutscher Titel             | Originaltitel       | Erstausstrahlung USA | Deutschsprachige Erstausstrahlung (D) | Regie                    | Drehbuch                      |
| --- | --------------------------- | ------------------- | -------------------- | ------------------------------------- | ------------------------ | ----------------------------- |
| 1   | Die Bewerbung               | Pilot               | 3. Jan. 2012         | 31. März 2015                         | Lev L. Spiro             | April Blair                   |
| 2   | Der Laufsteg                | The Runway          | 10. Jan. 2012        | 31. März 2015                         | Michael Lange            | April Blair                   |
| 3   | Die Birkin-Tasche           | The Birkin          | 17. Jan. 2012        | 7. Apr. 2015                          | Michael Katleman         | Amy Rardin & Jessica O’Toole  |
| 4   | Einfach, ist einfach besser | The Finger Bowl     | 24. Jan. 2012        | 7. Apr. 2015                          | Arlene Sanford           | John A. Norris                |
| 5   | Das Lookbook                | The Look Book       | 31. Jan. 2012        | 14. Apr. 2015                         | Gavin Polone             | Flint Wainess                 |
| 6   | Die Jane-Studie             | The Image Issue     | 7. Feb. 2012         | 14. Apr. 2015                         | Melanie Mayron           | Deirdre Shaw                  |
| 7   | Das Teenie-Model            | The Teen Model      | 14. Feb. 2012        | 21. Apr. 2015                         | Phil Traill              | Melissa Carter                |
| 8   | Das Hochzeitskleid          | The Wedding Gown    | 21. Feb. 2012        | 21. Apr. 2015                         | Michael Grossman         | Emily Fox                     |
| 9   | Der Ausflug                 | The Getaway         | 28. Feb. 2012        | 28. Apr. 2015                         | Howard Deutch            | John A. Norris                |
| 10  | Die Wahrheit                | The End of the Line | 6. März 2012         | 28. Apr. 2015                         | Phil Traill              | April Blair & Paul Haapaniemi |
| 11  | Der Neue                    | The Replacement     | 5. Juni 2012         | 5. Mai 2015                           | Jim Hayman               | April Blair                   |
| 12  | Der Star                    | The Celebrity       | 12. Juni 2012        | 5. Mai 2015                           | Gavin Polone             | April Blair                   |
| 13  | Die Überraschung            | The Surprise        | 19. Juni 2012        | 12. Mai 2015                          | Phil Traill              | John A. Norris                |
| 14  | Die zweite Chance           | The Second Chance   | 26. Juni 2012        | 12. Mai 2015                          | Millicent Shelton        | Melissa Carter                |
| 15  | Das Online-Date             | The Online Date     | 10. Juli 2012        | 19. Mai 2015                          | Phil Traill              | Lenn K. Rosenfeld             |
| 16  | Das Reservekleid            | The Backup Dress    | 17. Juli 2012        | 19. Mai 2015                          | Daisy von Scherler Mayer | Deirdre Shaw                  |
| 17  | London hin und zurück       | The Sleepover       | 24. Juli 2012        | 26. Mai 2015                          | Gavin Polone             | April Blair & Paul Haapaniemi |
| 18  | Der Bonusscheck             | The Bonus Check     | 31. Juli 2012        | 26. Mai 2015                          | Gavin Polone             | Joey Murphy & John Pardee     |